# Thamphthis
Thamphthis ist der gräzisierte Name eines altägyptischen Königs (Pharaos) der 4. Dynastie während des Alten Reiches, der etwa um 2500 v. Chr. geherrscht haben soll. Gemäß dem Königspapyrus Turin war Thamphthis der Nachfolger von König Schepseskaf und regierte nur zwei Jahre. Sein altägyptischer Name stand wahrscheinlich auch in den zerstörten Einträgen der ramessidischen Königslisten. Er mag gemäß William C. Hayes Djedefptah oder Ptahdjedef („Beständig wie Ptah“) gelautet haben.
Thamphthis zählt zu den schwer erfassbaren Herrschern des Alten Reiches, da bislang für seine historische Figur keine direkten zeitgenössischen Belege ermittelt werden konnten. Erschwerend kommen die Widersprüche in den wenigen Einträgen späterer Quellen und Dokumente hinzu. Aus diesem Grund wird seine historisch-chronologische Zuordnung als König in der Ägyptologie intensiv diskutiert. Thamphthis’ Fall ist nicht der einzige seiner Art, auch vor ihm werden in altägyptischen Königslisten Herrscher aufgeführt, die sich archäologisch bislang nicht nachweisen lassen und nur in zeitlich späteren Urkunden und Listen erscheinen. Erschwert werden solche Fälle durch den Umstand, dass die ursprünglichen Königsnamen nicht selten fehlerhaft wiedergegeben werden oder den Namenskonventionen späterer Epochen angepasst wurden. Oder es wurden verschiedene Namen derselben Herrscher miteinander vermischt. In einigen Fällen scheint es sogar zu Anachronismen gekommen zu sein, bei denen die Herrscherreihenfolge vertauscht wurde.

## Hintergründe und Identitätsforschung
Seit Erforschung und Rekonstruktion der Aegyptiaca, eines Geschichtswerks des antiken Historikers Manetho, in dem Thamphthis’ Name erstmals notiert wurde, versucht die ägyptologische Forschung, den Herrscher mit zeitgenössischen Persönlichkeiten zu verknüpfen, um eine kontinuierliche Herrscherchronik zu erhalten. Die Widersprüche in den wenigen vorhandenen Quellen und daraus resultierenden Thesen haben im Laufe der Forschungsgeschichte zu Kontroversen geführt.
Schon 1887 betrachtete Eduard Meyer Thamphthis als schlichten Usurpator, dem aufgrund seiner unrechtmäßigen Thronbesteigung keine Aufnahme in königliche Annalen und auch kein Totenkult zugestanden wurde. Weil Thamphthis bis heute auch nicht archäologisch nachweisbar ist, sieht sich zum Beispiel Peter Jánosi dazu veranlasst, Thamphthis als gänzlich fiktiv anzusehen und daher aus der offiziellen Königsliste zu streichen. Die bisherigen Auswertungen deuten gemäß Miroslav Verner eventuell darauf hin, dass Thamphthis eine literarische Erfindung späterer Chronisten ist und die ihm zugedachten zwei Jahre im Turiner Papyrus eher König Schepseskaf zuzurechnen sind.
Dagegen vermuten unter anderem Wilfried Seipel und Hermann A. Schlögl, dass sich hinter der Figur des „Thamphthis“ die Königin Chentkaus I. verbirgt und beide Personen identisch sind. Hintergrund dieser Annahme sind Darstellungen der Chentkaus als regierender Herrscherin mit Nemes-Kopftuch und Zeremonialbart, die in ihrem Totentempel belegt sind. Eine Thronübernahme für einen noch minderjährigen Regenten und Begründer einer neuen Dynastie würde auch den ungewöhnlich lange gehegten Totenkult um diese Königin erklären. Erschwert wird die Verknüpfung dadurch, dass Chentkaus zwar wie ein regierender König abgebildet wird, ihr Name jedoch nicht in der für Herrscher typischen Kartusche erscheint. Für sie sind auch keine weiteren Bestandteile einer königlichen Titulatur, wie zum Beispiel ein Horusname, belegt.
Wolfgang Helck zieht in Betracht, dass Chentkaus I. möglicherweise die Mutter von Thamphthis war. Bereits aus der frühdynastischen Zeit Ägyptens sind Königsmütter bezeugt, die für ihren noch zu jungen Sohn den Thron bestiegen, so zum Beispiel Königin Meritneith. Diese Annahme würde bedeuten, dass Thamphthis als Sohn des Königs Schepseskaf betrachtet werden müsste. Eine mögliche Ehefrau könnte die Prinzessin und Königsgemahlin Bunefer gewesen sein, welche als Tochter des Schepseskaf angesehen wird und unter ihm das Amt einer Priesterin bekleidete.

## Namensbelege und Widersprüche
In der manethonischen Überlieferung des Historikers Sextus Iulius Africanus aus dem 3. Jahrhundert n. Chr. wird Thamphthis als letzter Herrscher der 4. Dynastie mit neun Jahren Regierungsdauer beschrieben. In den Abschriften des Eusebius taucht Thamphthis dagegen namentlich nicht auf, da er, wie einige seiner Vorgänger, laut Eusebius „nichts tat, das erwähnenswert wäre“. Auch der Geschichtsschreiber Eratosthenes weiß offenbar nichts von einem „Thamphthis“, obwohl er die restlichen Herrscher der 4. Dynastie auflistet, darunter den sonst schwer fassbaren König Bicheris.
Neben Manetho ist der Turiner Königspapyrus (hier mit „TK“ abgekürzt) aus der 19. Dynastie (13. Jahrhundert v. Chr.) eine weitere späte Quelle für die ägyptische Königschronologie. Dort sind Herrschernamen aufgelistet, die teilweise in anderen Königslisten fehlen. Der Papyrus ist jedoch an einigen Stellen stark beschädigt oder verblasst, wodurch einige Namen nicht mehr lesbar sind. Es kann daher nicht ausgeschlossen werden, dass sich der Name von Thamphthis in diesem Papyrus befand, da die manethonischen Erwähnungen hinsichtlich der Identität und der königlichen Reihenfolge in Übereinstimmung mit der Turiner Königsliste stehen. Neue und erweiterte Emendationen sind deshalb nicht notwendig. Sowohl nach Chephren (TK, Kolumne 3, Zeile 12) als auch nach Schepseskaf (TK, Kolumne 3, Zeile 15) ist in der Auflistung jeweils eine Lücke vorhanden. Die Bruchstelle in Kolumne 3, Zeile 13 wurde als Nachfolger von Chephren König Bicheris zugeordnet; in der zweiten Lücke in Kolumne 3, Zeile 16, stand möglicherweise Thamphthis’ Name. Hinter dieser Lücke ist eine Regierungsdauer von zwei Jahren für den nicht mehr lesbaren Königsnamen bescheinigt.
In der Königsliste von Sakkara aus dem Grab des Priesters Tjuloy (19. Dynastie) werden für die vierte Dynastie neun Könige aufgelistet, während die Königsliste von Abydos nur sechs Herrscher präsentiert. Zwischen den Königen Schepseskaf (letzter zeitgenössisch belegter Herrscher der 4. Dynastie) und Userkaf (erster Herrscher der 5. Dynastie) waren in der Sakkara-Liste gleich zwei weitere Namenseinträge vorhanden. Während eine der Königskartuschen gewiss für Thamphthis bestimmt war, gibt die zweite Kartusche Rätsel auf. Zudem sind die Kartuschen von Chephren bis Sahure stark beschädigt oder vollständig zerstört, was eine Identifizierung der dort ursprünglich eingetragenen Namen zusätzlich erschwert.
In einer Felsinschrift im Wadi Hammamat aus dem Mittleren Reich findet sich eine Liste mit den Kartuschennamen der Könige Cheops, Radjedef, Bauefre und dem Namen des Prinzen Hordjedef. Hordjedefs Name wird hier ebenfalls in einer Königskartusche geschrieben, weshalb bereits Vermutungen geäußert wurden, dass er für sehr kurze Zeit selbst regiert haben könnte. Damit würden er und Bauefre die chronologischen Lücken schließen. Doch sowohl zeitgenössische als auch etwas spätere Dokumente bezeichnen Hordjedef (und auch Bauefre) stets nur als „Sohn des Königs“ und nicht als „König von Ober- und Unterägypten“.
In den Grabinschriften hoher Beamter, Prinzen und Priester lassen sich keinerlei Hinweise darauf finden, dass die dynastische Herrscherabfolge in der 4. Dynastie in irgendeiner Form unterbrochen worden wäre oder dass ein Usurpator kurzfristig regiert hätte. Ein Sohn des König Chephren, Prinz Sechemkare, berichtet von einer Karriere unter Chephren, Menkaure, Schepseskaf, Userkaf und Sahure. Ein „Bicheris“ oder ein „Thamphthis“ kommen in der Aufzeichnung nicht vor. Ein Beamter namens Netjerpunesut erfreute sich laut seiner Inschrift zahlreicher Ehrungen unter Radjedef, Chefren, Menkaure, Schepseskaf, Userkaf und Sahure. Auch hier fehlen Hinweise auf eine Zwischenregentschaft. Ebenso fehlen Indizien in der Grabinschrift eines hohen Beamten und Priesters aus der 5. Dynastie, Ptahschepses, welcher nach eigenen Angaben unter den Königen Schepseskaf, Userkaf, Sahure, Neferirkare, Schepseskare, Neferefre und Niuserre wirkte und den Totendienst um Menkaure und Schepseskaf versah. Auch in seiner Biografie deutet nichts auf dynastische Thronwirren oder Zwischenregentschaften hin.
Ägyptologen wie zum Beispiel Verner werfen abschließend ein, dass das Fehlen eines Königsnamens in zeitgenössischen Dokumenten kein zwingender Beweis sein müsse, dass der betreffende König fiktiv ist. Er vergleicht die Situation um Thamphthis (und Bicheris) mit der des Königs Schepseskare aus der 5. Dynastie, dem vielleicht illegitimen Nachfolger von König Neferefre. Obwohl Schepseskare durch Roll- und Tonsiegel archäologisch nachgewiesen ist, wird sein Name nicht in zeitgenössischen Gräbern von Totenpriestern genannt. Es mag gemäß Verner aber auch daran liegen, dass Schepseskare nur extrem kurze Zeit regierte, von seinem Nachfolger, König Niuserre, gewaltsam vom Thron vertrieben wurde und/oder unter diesem namentlich nicht erwähnt werden durfte. Die Fundsituation um Schepseskare legt jedenfalls nahe, dass es im Alten Reich durchaus zu Dynastiestreitigkeiten kommen konnte, die dann offenkundig einer Damnatio memoriae zum Opfer fielen. Die Regierungsjahre solcher Könige wurden nicht selten einfach den Vorgängern oder Nachfolgern angerechnet. Dies könnte vielleicht auch auf Thamphthis zutreffen, doch von ihm fehlt jeglicher zeitgenössische Nachweis. Auch der Ägyptologe Kim Ryholt betont, dass ein Nicht-Erwähnen bestimmter „Blitz-Herrscher“ keineswegs darauf gründen muss, dass der Betroffene zu Lebzeiten unbeliebt, in Thronstreitigkeiten verwickelt oder illegitim war. Es sei durchaus denkbar, dass Thamphthis schlicht im Laufe der Zeit vergessen wurde, weil es keinen Totenkult um ihn gegeben hatte.